# Gina G
Gina Mary Gardiner, mais conhecida pelo seu pseudónimo artístico Gina G (Brisbane, Austrália, 3 de agosto de 1970) é uma cantora australiana estabelecida no Reino Unido que interpreta temas de eurodance.
Em 1996 representou o Reino Unido no Festival Eurovisão da Canção com o tema "Ooh Aah... Just a Little Bit" (Ooh, Aah, só um bocadinho).

## Biografia
A cantora começou a sua carreira musical em 1990 como disc jockey em Melbourne, e formou a sua primeira banda em 1992 como vocalista da banda de dance Bass Culture, através da qual conseguiu o seu primeiro êxito com o single "Love the life".
Em 1993, abandonou o seu país natal para residir no Reino Unido, de onde começou a desenvolver uma carreira a solo em colaborações como vocalista em temas de tipo eurodance. Em 1996 venceu a seleção britânica para ser a representante do país no Festival Eurovisão da Canção 1996, com a canção "Ooh Aah... Just a Little Bit". Apesar de ter terminado em um discreto oitavo lugar,em Oslo, o single foi um sucesso estrondoso no mundo inteiro, e acabou sendo indicado para o Prémio Grammy em 1997 como "melhor tema dance".
Depois de se dar a conhecer na Eurovisão, Gina G continuou a sua carreira com o seu primeiro álbum, "Fresh!" (1997), que vendeu 60 000 cópias.

## Discografia
- Fresh! (1997)
- Gina G Remix Album (2003)
- Get up & dance (2005)